# Veríssimo Correia Seabra
Veríssimo Correia Seabra (1947. február 16. – 2004. október 6.) bissau-guineai katonatiszt, aki 2003-ban egy vértelen puccs során eltávolította posztjáról Kumba Ialá elnököt és két hétig irányította az országot.

## Katonai pályája
A pepel etnikumhoz tartozó Correia Seabra 1947-ben született Portugál Guinea fővárosában, Bissauban. 1963-ban, 16 éves korában belépett a Guinea és a Zöld-foki-szigetek Afrikai Függetlenségi Pártjába (PAIGC), és gerillaként harcolt a portugál gyarmatosítók ellen vívott szabadságharcban. Három évet később villamosmérnöki képzésben részesült a keleti tömbhöz tartozó Bulgáriában. 1971-ben tüzérségi iskolát végzett a Szovjetunióban. Hazatérve tüzérségi egységet bíztak rá az ország déli részén, a guineai határhoz közel. 1976-ban Portugáliába küldték tisztképzésre.
1988-ban csatlakozott Ansumane Mané tábornok felkeléséhez a hivatalban lévő João Bernardo Vieira elnök ellen. A rövid, de annál véresebb polgárháború során 1999 májusában elűzték az elnököt, a puccsban Seabra is részt vett. 2000. február 19-én Kumba Ialá elnök honvédelmi miniszterré és vezérkari főnökké nevezte ki, hamarosan Mané tábornok riválisa lett a hadseregen belül. Amikor a tábornok az Ialá által hozott katonai előléptetéseket saját hatáskörben visszavonta, Seabrát letartóztatta és házi őrizet alá helyezte, majd a vezérkari főnöki pozícióból is eltávolította. Seabra azonban megszökött a fogságból és tűzharcok robbantak ki a hadseregen belül. Mané egy összecsapásban életét veszítette, halála után Ialá visszahelyezte Seabrát pozíciójába.
Hamarosan azonban az elnökkel való viszonya megromlott. A gazdaság stagnálása és az antidemokratikus intézkedések mellett problémát okozott a hadsereg katonáinak zúgolódása, akiknek fizetése több hónapos késésekkel akadozott. Seabra figyelmeztette az elnököt, hogy amennyiben nem javul a helyzet, a hadsereg be fog avatkozni, amely egyet jelentett a hatalomátvétellel való fenyegetéssel. 2003. szeptember 14-én végül a választás újabb elhalasztása után vértelen puccs során elmozdította helyéről Ialá elnököt. A helyi lakosság a puccsot üdvözölte, a nemzetközi közösség azonban elítélte az aktust. Seabra egy 32 tagú katonai junta élén vezette az országot két hét erejéig, amely minőségében tárgyalni kezdett a politikai pártokkal és egyházakkal egy konszenzuson alapuló átmeneti polgári kormány felállításáról. Szeptember 28-án Henrique Rosa ideiglenes elnök hivatalba lépett, 2004. március 28-án parlamenti választásokat tartottak.
A hadsereg kifizetési nehézségei azonban nem oldódtak meg, végül októberben zendülés tört ki, amelynek során fellázadt katonák Seabrát helyettesével, Domingos Barros alezredessel együtt elfogták és meglincselték.